# Prêmio Fröhlich
O Prêmio Fröhlich (em inglês:  Fröhlich Prize) da London Mathematical Society é concedido em anos pares em memória de Albrecht Fröhlich. O prêmio é destinado para trabalho original e extremamente inovativo em qualquer ramo da matemática. De acordo com o regulamento, o prêmio é concedido "a um matemático com menos de 25 anos de envolvimento com matemática a nível de pós-doutorado, permitindo interrupções de sua continuidade, ou que na opinião do comitê responsável pelo prêmio esteja em um estágio equivalente em sua carreira".

## Laureados
- 2004 Ian Grojnowski
- 2006 Michael Weiss
- 2008 Nicholas Higham
- 2010 Jonathan Keating
- 2012 Trevor Wooley
- 2014 Martin Hairer
- 2016 Dominic Joyce